# Battaglia di Ebersberg
La battaglia di Ebersberg o più propriamente battaglia di Ebelsberg fu combattuta presso Linz, in Austria e si concluse con una vittoria marginale delle truppe francesi guidate da Andrea Massena contro gli austriaci comandati da Johann von Hiller.
L'ala sinistra dell'esercito austriaco al comando di Johann von Hiller prese posizione il 3 maggio 1809 presso il fiume Traun. I francesi attaccarono attraversando il ponte di 550 metri sul fiume, strenuamente difeso dagli austriaci, forzando poi le truppe di Hiller a ritirarsi. Ebelsberg è oggi un quartiere della città di Linz, a breve distanza dal Danubio.
Separato dalla gran parte dell'esercito austriaco impegnato nelle battaglie di Abensberg e Landshut, il feldmaresciallo-luogotenente Hiller si ritirò a est di Linz nel tentativo di rallentare l'avanzata francese verso Vienna.

## La battaglia
Dopo un breve contrattacco presso Riedau, Hiller dovette difendere il ponte sul fiume Traun dall'attraversamento francese permettendo ad una brigata al comando del Generalmajor Emmanuel von Schustekh-Herve di distruggere il ponte prima del passaggio incendiandolo, ma questa operazione non riuscì. Alle 8.00 la colonna principale austriaca attraverso il ponte in direzione di Linz lasciando il feldmaresciallo-luogotenente Karl von Vincent e la sua retroguardia a gestire la situazione. I primi scontri iniziarono alle 9:30 anche se il generale francese Jacob François Marulaz ebbe subito la meglio su Vincent colpendolo con diciotto squadroni di cavalleria leggera, rinforzato poi dalla divisione del generale Michel Marie Claparède. Tra la confusione generale i francesi della brigata del generale Louis Jacques Coëhorn attraversarono il ponte alle 11.30 ed assaltarono Ebersberg pesantemente bombardati dall'artiglieria austriaca dal castello a nord. Claparède fece entrare in gioco altre due brigate (sotto i generali Joseph Lesuire e Florentin Ficatier) per contrastare l'azione nemica. Alle 13.00 iniziò il contrattacco degli austriaci che fu però un insuccesso.
Il villaggio di Ebersberg venne messo a ferro e fuoco dai francesi ed alle 14.00 già Hiller era pronto alla ritirata che venne completata alle 15.00 di quello stesso giorno.